# Onno Tamminga Alberda van Rensuma
Onno Tamminga baron Alberda van Rensuma (Groningen, 16 juni 1754 – Uithuizermeeden, 12 juni 1829) was een politicus, notabele en raadsheer en lid van diverse volksvertegenwoordigingen namens Groningen.
Alberda van Rensuma studeerde, als telg uit het Nederlands hervormde geslacht Alberda, met zowel zijn grootvader als vader gedeputeerde in de Staten-Generaal en zijn vader als lid van de Raad van State, studeerde Romeins en hedendaags recht aan de Hogeschool van Groningen, alwaar hij in 1772 op stellingen promoveerde.
Hij was van 1783 tot 1795 afwisselend raadsheer bij de Hoge Justitiekamer en gedeputeerde bij de Staten-Generaal voor Groningen, en tussendoor nog kort gecommitteerde bij de Raad van State voor Groningen (1785) en scholarch (1787 - 1788).
Vanaf 1795, het jaar van de instelling van de Bataafse Republiek, was Alberda van Rensuma enige tijd een ambteloos burger. In 1803 werd hij wel nog drost van Fivelgo, maar het zou tot 1814 duren tot hij weer mocht toetreden tot een nationaal relevant politiek ambt. Hij werd eerst lid van de Vergadering van Notabelen op 29 en 30 maart 1814, die besloot over de ontwerp-grondwet. Hij was dan ook als lid benoemd van de Ridderschap van Groningen als jonkheer. Op 2 mei daaropvolgend werd hij benoemd als lid van de (toen nog eenkamerige) Staten-Generaal der Verenigde Nederlanden, en aansluitend werd hij in september 1815 benoemd in de Tweede Kamer der Staten-Generaal voor de provincie Groningen.
Alberda van Rensuma was regeringsgezind, maar stemde in 1819 desalniettemin tegen de ontwerp-tienjarige begroting voor 1820-1830. In 1824 verruilde hij het Tweede Kamerlidmaatschap voor dat van de Eerste Kamer, waar hij tot zijn overlijden lid van zou blijven. In 1825 werd hij tot baron gecreëerd. Alberda van Rensuma was ridder in de Orde van de Nederlandse Leeuw
- Biografisch Portaal: 75746993
- Parlement.com: vg09lls0jpt8